# Mystrium maren
Mystrium maren is een mierensoort uit de onderfamilie van de Amblyoponinae. De wetenschappelijke naam van de soort is voor het eerst geldig gepubliceerd in 2007 door Bihn & Verhaagh.